# UGC 12591

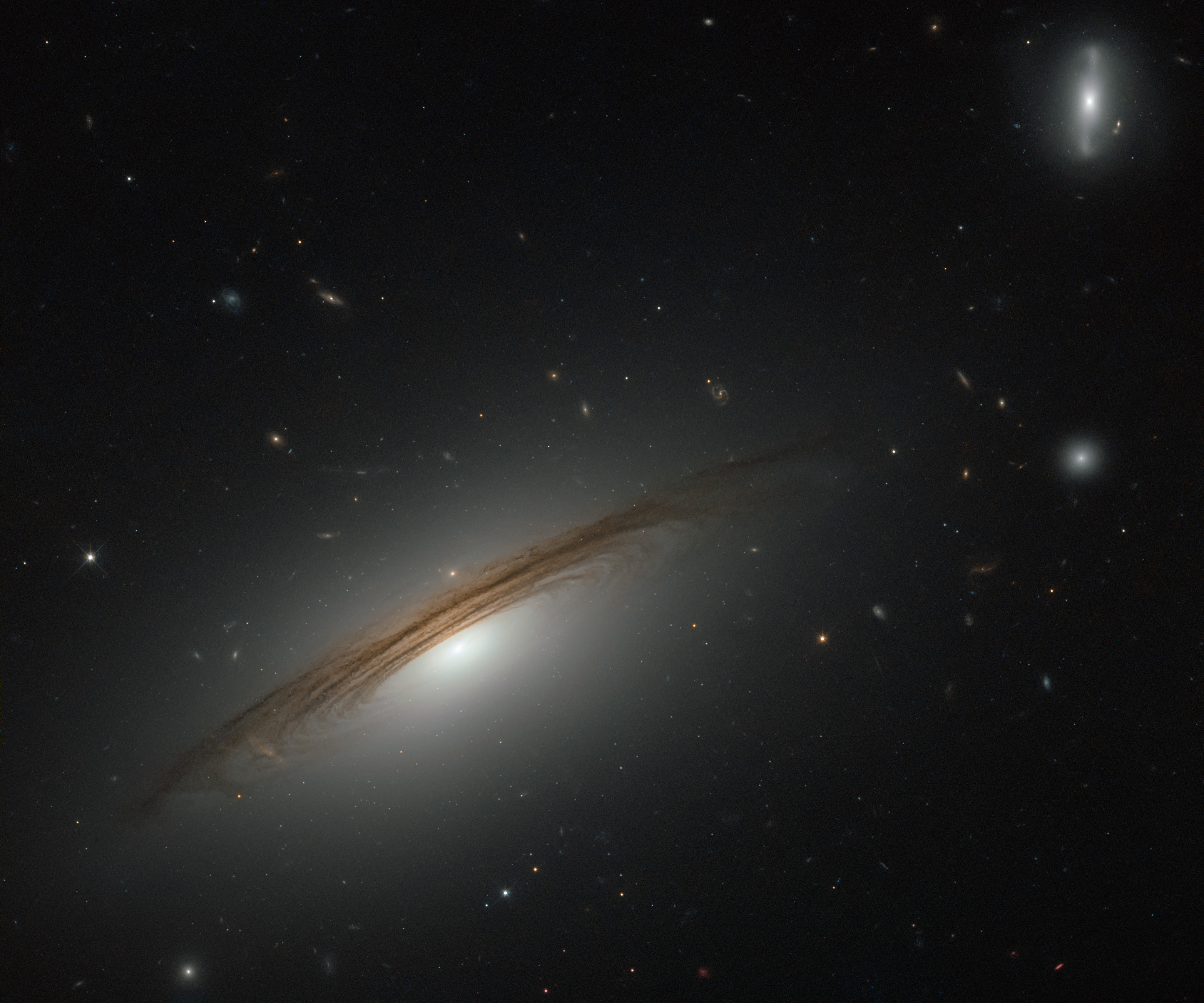
UGC 12591, imagem feita pelo Hubble

UGC 12591 é a segunda galáxia espiral grande e massiva, depois do ISOHDFS 27. Ela está localizada aproximadamente quatrocentos milhões de anos-luz do planeta Terra, na constelação de Pegasus. Aliás, é a galáxia espiral de rotação mais rápida já identificada, aproximadamente quinhentos quilômetros por segundo, quase o dobro da taxa de rotação da galáxia em que vivemos, a Via Láctea.
A galáxia UGC 12591 tem uma massa estimada de quatro vezes a da Via Láctea, fazendo disto a segunda das galáxias espirais mais massivas conhecidas até hoje no Universo.